# Dol Guldur
Dol Guldur je pevnost ve fiktivním Tolkienově světě Středozemi. Dol Guldur čili „Hora černé magie“ se původně jmenoval Amon Lanc, čili „Holý kopec“ byl hlavním městem lesních elfů ve Velkém zeleném hvozdu.
V pevnosti Dol Guldur v Temném hvozdu se usadil Sauron někdy kolem roku 1000 Druhého věku po svém návratu do Středozemě. Poté, co Sauron obsadil Amon Lanc, Thrainduil, syn Oropherův, odvedl svůj lid za řeku. Později byl hvozd přejmenován na Temný hvozd.
Bílá rada se obávala, že zlá moc v Dol Gulduru přezdívaná jako Nekromant je ve skutečnosti Sauron, a v roce 2063 Třetího věku tam Gandalf šel. Sauron se vrátil do Mordoru.
V roce 2460 se Sauron vrátil. V této době získal Sméagol Jeden prsten. V roce 2845 byl v Dol Gulduru Thrain II. uvězněn. Gandalf zjistil, že onen „Nekromant“ v Dol Gulduru je Sauron.
Gandalf navrhl útok na Dol Guldur, ale Saruman jej odmítl. Po likvidaci Šmaka Sauron odešel do Mordoru a poté povstal v ještě větší síle a v pevnosti zanechal Khamûla, jednoho z nazgûlů.
Během Války o prsten třikrát vojska Dol Gulduru napadla Lothlórien, ale sílu prstenu Nenya mohl přemoci pouze Sauron sám. Po zničení Jednoho prstenu byl Dol Guldur dobyt a rozbořen elfy z Lórienu a Temného hvozdu.

## Poloha
Dol Guldur je viditelný na mapě zveřejněno v příběhu Pán Prstenů. Kopec se nachází nad řekou Anduiny vedle Lórienu v lese který je na východ od řeky. Sauronův vliv způsobil velký stín nemoci a smrti co se stal nad lesem, kterému se začalo říkat Temný Hvozd. Na severovýchod na druhé straně lesa se ocituje Thranduilovo království a Erebor, Osamělá Hora. Dál na sever je Ered Mithrin, Šedé Hory, kde jednou žili Trpaslíci.
Podle přílohy v knížce, během zasedání v lese po poražení Saurona, Celeborn a Thranduil přejmenovali les na Eryn Lasgalen, "Les Zelených listů". Thranduil prohlásil pravomoc na severní regiony lesa na sever až po hory uprostřed lesa (Hory Emyn Duir) a Celeborn si vzal jižní část lesa kterou pojmenoval Jižní Lórien.

## Historie
Dol Guldur je zmiňován v několika pracích Tolkiena včetně Pána Prstenů, Hobita, Silmarillionu a Nedokončených Příběhů. Sauronova historie na tomto místě začíná okolo roku 1100 Třetího věku. Důsledkem situace v Temném hvozdu a na východ od Lórienu, Dol Guldur se stal velkým bodem v Sauronově návratu k moci.
Po porážce Saurona ve Válce Posledního Spojenství, Sauron ustoupil do Amon Lanc a vybudoval pevnost kde se v tajnosti skrýval, zatímco čerpal zpět sílu. Protože přítomnost jeho zlé síly byla zjevné z venku, ono místo bylo pojmenováno Necromancer. Zprvu se nevědělo, že Sauron opět měl fyzickou formu a sílu; myslelo se, že Nazgûlové sídlili v této věži. Ale když se síla zvětšovala, Gandalf Šedý počal mít podezření a v roce 2063 se vydal do Dol Gulduru na výzvědy. Sauron počítal s jeho příchodem a přemístil se na východ, aby si udržel svojí tajnost. Tímto začal takzvaný Ostražitý mír, který se držel až po rok 2460, kdy Sauron se vrátil zpět do Dol Gulduru po letech schovávání a čerpání síly.
V roce 2845, Thráin II., král lidu Durin, poslední držitel jednoho ze sedmi Prstenů Moci darovaného trpaslíkům, byl chycen Sauronovými posly a držen v zajetí v Dol Gulduru, kde svůj prsten odevzdal Sauronovi po dlouhých mukách. Gandalf se znovu vrátil do Dol Gulduru v roce 2850 vyzkoumat jeho podezření moci, která se zvětšovala, kde zjistil, že zde skutečně je Sauron a našel Thráína ve vězení ne daleko od smrti. Thráín zapomněl své vlastní jméno, ale dal Gandalfovi mapu a klíč od Osamělé hory pro jeho syna, Thorina Pavézu. Sauron opět očekával Gandalfa, opustil tedy Dol Guldur v roce 2941 a odešel do Mordoru. Po deseti letech, kdy se Sauron ohlásil býti v Mordoru, poslal tři Nazgûly opět obsadit Dol Guldur. Khamûl, jeden z těchto tří, velel pevnosti v Sauronově nepřítomnosti. V březnu 3018 skřeti z Dol Gulduru se dozvěděli, že Glum byl převezen do Temného hvozdu, kde byl uvězněn Thranduilem. 20. května téhož roku skřeti z Dol Gulduru zaútočili na elfy, kteří zajali Gluma. V tomto zmatku se Glumovi podařilo utéct a zmizet. V březnu 3019, během posledních dnů Války o Prsten, Dol Guldur poslal jednotky proti Lothlórienu a Thranduilovi do bitev později známé jako bitvy Lothlórienu a Temného Hvozdu: tři útoky na Lórien (11., 15. a 22. března) a jedna „Bitva pod Stromy“, proti Thranduilovi (15. března). Ve všech se tvrdě bojovalo, ale Galadrielina moc a síla elfů se ukázala být příliš velká, než aby Dol Guldur zvítězil. Po porážce Saurona 25. března Celeborn napochodoval na Dol Guldur a převzal ho. Galadriel zničila pevnost, aby les byl volný od stínu oné věže.